# Boksen op de Olympische Zomerspelen 2016
Boksen is een van de sporten die beoefend werden op de Olympische Zomerspelen 2016 in Rio de Janeiro, Brazilië. De wedstrijden werden van 6 tot en met 21 augustus in het Riocentro gehouden.
Ten opzichte van de vorige Zomerspelen is het aantal gewichtsklassen gelijk gebleven: tien voor mannen en drie voor vrouwen. Aan het toernooi deden in totaal 286 boksers mee: 250 mannen en 36 vrouwen.

## Kwalificatie
Deelnemers moesten zijn geboren tussen 1 januari 1976 en 31 december 1997. Bij de mannen waren er vijf plaatsen gereserveerd voor het gastland. Vijf plaatsen konden worden ingevuld door de olympische tripartitecommissie. Bij de vrouwen kon het gastland rekenen op één plaats en werden maximaal drie plaatsen ingevuld door de tripartitecommissie. Voor de overige plaatsen werden kwalificatietoernooien gehouden. Per klasse mocht per land maximaal één bokser deelnemen.

### Mannen
| Klasse | WSB | APB | WK | Continentale kwalificatie | Continentale kwalificatie | Continentale kwalificatie | Continentale kwalificatie | APB + WSB | OKT | GL  | TCI | Totaal |
| Klasse | WSB | APB | WK | AF                        | AM                        | AZ + OC                   | EU                        | APB + WSB | OKT | GL  | TCI | Totaal |
| ------ | --- | --- | -- | ------------------------- | ------------------------- | ------------------------- | ------------------------- | --------- | --- | --- | --- | ------ |
| –49 kg | 1   | 2   | 2  | 3                         | 3*                        | 3                         | 3                         | 3         | 2   | 1** | 0   | 22     |
| –52 kg | 2   | 2   | 2  | 3                         | 3*                        | 3                         | 3                         | 3         | 5   | 1** | 0   | 26     |
| –56 kg | 2   | 2   | 3  | 3                         | 3*                        | 3                         | 3                         | 3         | 5   | 1** | 1   | 28     |
| –60 kg | 2   | 2   | 3  | 3                         | 3*                        | 3                         | 3                         | 3         | 5   | 1** | 1   | 28     |
| –64 kg | 2   | 2   | 3  | 3                         | 3*                        | 3                         | 3                         | 3         | 5   | 1** | 1   | 28     |
| –69 kg | 2   | 2   | 3  | 3                         | 3*                        | 3                         | 3                         | 3         | 5   | 1** | 1   | 28     |
| –75 kg | 2   | 2   | 3  | 3                         | 3*                        | 3                         | 3                         | 3         | 5   | 1** | 1   | 28     |
| –81 kg | 2   | 2   | 2  | 3                         | 3*                        | 3                         | 3                         | 3         | 5   | 1** | 0   | 26     |
| –91 kg | 1   | 2   | 1  | 3                         | 3                         | 3                         | 3                         | 1         | 1   | 0   | 0   | 18     |
| +91 kg | 1   | 2   | 1  | 3                         | 3                         | 3                         | 3                         | 1         | 1   | 0   | 0   | 18     |
| Totaal | 17  | 20  | 23 | 30                        | 25*                       | 30                        | 30                        | 26        | 39  | 5** | 5   | 250    |

* Verdeling van de quotaplaatsen voor Amerika was afhankelijk van de beschikbaarheid en het gebruik van de vijf quotaplaatsen van het gastland.
** Het gastland had vijf quotaplaatsen te verdelen over acht gewichtsklassen.

### Vrouwen
| Klasse | WK | Continentale kwalificatie | Continentale kwalificatie | Continentale kwalificatie | Continentale kwalificatie | GL  | TCI | Totaal |
| Klasse | WK | AF                        | AM                        | AZ + OC                   | EU                        | GL  | TCI | Totaal |
| ------ | -- | ------------------------- | ------------------------- | ------------------------- | ------------------------- | --- | --- | ------ |
| –51 kg | 4  | 1                         | 2*                        | 2                         | 2                         | 1** | 1   | 12     |
| –60 kg | 4  | 1                         | 2*                        | 2                         | 2                         | 1** | 1   | 12     |
| –75 kg | 4  | 1                         | 2*                        | 2                         | 2                         | 1** | 1   | 12     |
| Total  | 12 | 3                         | 5*                        | 6                         | 6                         | 1** | 3   | 36     |

* Verdeling van de quotaplaatsen voor Amerika was afhankelijk van de beschikbaarheid en het gebruik van de quotumplaats van het gastland.
** Het gastland had één quotumplaats te verdelen over drie gewichtsklassen.

## Medailles
Uitslagen per gewichtsklasse: 

### Mannen
| Onderdeel           | Goud | Goud                  | Zilver | Zilver                    | Brons   | Brons                                       |
| ------------------- | ---- | --------------------- | ------ | ------------------------- | ------- | ------------------------------------------- |
| Lichtvlieg (-49 kg) | UZB  | Hasanboy Doesmatov    | COL    | Yuberjén Martínez         | CUB USA | Joahnys Argilagos Nico Miguel Hernández     |
| Vlieg (-52 kg)      | UZB  | Sjachobidin Zoirov    | RUS    | Misha Aloian              | VEN CHN | Yoel Segundo Finol Hu Jianguan              |
| Bantam (-56 kg)     | CUB  | Robeisy Ramírez       | USA    | Shakur Stevenson          | UZB RUS | Moerodjon Achmadaliev Vladimir Nikitin      |
| Licht (-60 kg)      | BRA  | Robson Conceição      | FRA    | Sofiane Oumiha            | CUB MGL | Lázaro Álvarez Otgondalai Dorjnyambuu       |
| Halfwelter (-64 kg) | UZB  | Fazliddin Gaibnazarov | AZE    | Lorenzo Sotomayor Collazo | RUS GER | Vitali Doenajtsev Artem Harutiunian         |
| Welter (-69 kg)     | KAZ  | Danijar Jeleoessinov  | UZB    | Sjachram Gijasov          | FRA MAR | Souleymane Cissokho Mohammed Rabii          |
| Midden (-75 kg)     | CUB  | Arlen López           | UZB    | Bektemir Melikoezijev     | MEX AZE | Misael Uziel Rodríguez Kamran Sjachsoevarly |
| Halfzwaar (-81 kg)  | CUB  | Julio César La Cruz   | KAZ    | Adilbek Nijazymbetov      | FRA GBR | Mathieu Bauderlique Joshua Buatsi           |
| Zwaar (-91 kg)      | RUS  | Jevgeny Tisjtsjenko   | KAZ    | Vassilij Levit            | CUB UZB | Erislandy Savón Roestam Toelaganov          |
| Superzwaar (+91 kg) | FRA  | Tony Yoka             | GBR    | Joseph "Joe" Joyce        | KAZ CRO | Ivan Ditsjko Filip Hrgović                  |

### Vrouwen
| Onderdeel             | Goud | Goud             | Zilver | Zilver           | Brons   | Brons                               |
| --------------------- | ---- | ---------------- | ------ | ---------------- | ------- | ----------------------------------- |
| Vlieg (48-51 kg)      | GBR  | Nicola Adams     | FRA    | Sarah Ourahmoune | CHN COL | Ren Cancan Ingrit Valencia Victoria |
| Halfwelter (57-60 kg) | FRA  | Estelle Mossely  | CHN    | Yin Junhua       | RUS FIN | Anastasia Belijakova Mira Potkonen  |
| Midden (69-75 kg)     | USA  | Claressa Shields | NED    | Nouchka Fontijn  | CHN KAZ | Li Qian Dariga Sjakimova            |

### Medaillespiegel
| Plaats | Land             | NOC    | Goud | Zilver | Brons | Totaal |
| ------ | ---------------- | ------ | ---- | ------ | ----- | ------ |
| 1      | Oezbekistan      | UZB    | 3    | 2      | 2     | 7      |
| 2      | Cuba             | CUB    | 3    | 0      | 3     | 6      |
| 3      | Frankrijk        | FRA    | 2    | 2      | 2     | 6      |
| 4      | Kazachstan       | KAZ    | 1    | 2      | 2     | 5      |
| 5      | Rusland          | RUS    | 1    | 1      | 3     | 5      |
| 6      | Groot-Brittannië | GBR    | 1    | 1      | 1     | 3      |
| 6      | Verenigde Staten | USA    | 1    | 1      | 1     | 3      |
| 8      | Brazilië         | BRA    | 1    | 0      | 0     | 1      |
| 9      | China            | CHN    | 0    | 1      | 3     | 4      |
| 10     | Azerbeidzjan     | AZE    | 0    | 1      | 1     | 2      |
| 10     | Colombia         | COL    | 0    | 1      | 1     | 2      |
| 12     | Nederland        | NED    | 0    | 1      | 0     | 1      |
| 13     | Kroatië          | CRO    | 0    | 0      | 1     | 1      |
| 13     | Finland          | FIN    | 0    | 0      | 1     | 1      |
| 13     | Duitsland        | GER    | 0    | 0      | 1     | 1      |
| 13     | Marokko          | MAR    | 0    | 0      | 1     | 1      |
| 13     | Mexico           | MEX    | 0    | 0      | 1     | 1      |
| 13     | Mongolië         | MGL    | 0    | 0      | 1     | 1      |
| 13     | Venezuela        | VEN    | 0    | 0      | 1     | 1      |
| Totaal | Totaal           | Totaal | 13   | 13     | 26    | 52     |